# جيف بين
جيف بين هو متزحلق حر كندي، ولد في 11 يناير 1977 في أوتاوا في كندا.

## وصلات خارجية
- جيف بين على موقع الاتحاد الدولي للتزلج (التزلج الحر) (الإنجليزية)
- جيف بين على موقع أوليمبيديا (الإنجليزية)